# Plectranthus parvus
Plectranthus parvus là một loài thực vật có hoa trong họ Hoa môi. Loài này được Oliv. miêu tả khoa học đầu tiên năm 1887.